# أبغرم (إيران)
أبغرم (بالفارسية: آبگرم) هي مدينة تابعة لمدينة أوج في محافظة قزوين تقع في إيران. يقدر عدد سكانها بـ 5,191 نسمة .